# غمار إيطالي
غمار إيطالي (الاسم العلمي: Gammarus italicus) هو نوع من المفصليات يتبع جنس الغمار من الفصيلة الغمارية. سمي هذا النوع نسبةً إلى إيطاليا.